# Kepler-60
 (juin 2025).
Désignations
Kepler-60 est une étoile située dans la constellation de la Lyre, à environ 1 025,10 parsecs de la Terre.

## Caractéristiques physiques
Sa température effective est d'environ 5905 K.
Sa masse est estimée à 1,04 fois celle du Soleil.
Son rayon est d'environ 1,26 fois celui du Soleil.
Sa luminosité est d'environ 2,34 fois celle du Soleil.

## Observation
Ses coordonnées célestes sont : ascension droite 19h 15m 50,70s, déclinaison +42° 15′ 54,17″.

## Système planétaire
| Planète     | Masse   | Demi-grand axe (ua) | Période orbitale (jours) | Excentricité | Inclinaison | Rayon   |
| ----------- | ------- | ------------------- | ------------------------ | ------------ | ----------- | ------- |
| Kepler-60 b | 0,01 MJ | 0,07                | 7,13                     | 0,000        | 86,52°      | 0,15 RJ |
| Kepler-60 c | 0,01 MJ | 0,08                | 8,92                     | 0,039        | 87,32°      | 0,17 RJ |
| Kepler-60 d | 0,01 MJ | 0,10                | 11,90                    | 0,002        | 87,21°      | 0,18 RJ |